# Любовь немолодого человека
«Любовь немолодого человека» — советский художественный фильм киностудии «Фора-фильм» 1990 года.

## Сюжет
Владимиру уже за пятьдесят, и ему наскучила рутина семейной жизни. Он нашёл молодую и красивую любовницу Ольгу, с которой отправляется в романтическое путешествие в Ялту. Дома Володя сообщает о том, что он едет рыбачить с друзьями на Соловки. 
Приехав на юг, Володя с Олей вдруг обнаруживают, что жена Володи тоже здесь, да к тому же не одна, а в компании с остроумным и красивым грузином Гиви. С подачи уязвлённого и обманутого в лучших чувствах супруга, первая пара начинает следить за второй, и безмятежный отдых героев приобретает авантюрный характер.

## В ролях
- Вячеслав Шалевич — Владимир
- Ольга Кабо — Ольга
- Людмила Чурсина — Ирина, жена Владимира
- Сергей Силкин — Гиви
- Пётр Щербаков — Василий Петрович
- Михаил Кокшенов — Николай
- Тамара Жемчугова-Бутырская — администратор гостиницы
- Владимир Разумовский — фотограф

## Съёмочная группа
- Рубен Мурадян — режиссёр и художник
- Ярослав Филиппов — сценарист
- Александр Рябов — оператор
- Игорь Гранов — композитор